# Né'ila
La Neʿila (תפילת נעילה) est la dernière et cinquième prière juive du jour du pardon, Yom Kippour, et est en fait la plus populaire d’entre les cinq prières de ce jour saint, vu qu’énormément de Juifs se retrouvent à la synagogue pour cette prière, grands ou petits, vieux ou jeunes, hommes ou femmes ; religieux ou non-religieux. Cette prière spécifique à Kippour est en fait très connue pour son Piyyout qui l’ouvre « El nora ʿalila », alors que, comme pour toutes les prières juives, le plus important est la Amidah, prière récitée silencieusement par tous les fidèles. La neʿila est connue aussi pour sa bénédiction sacerdotale, à laquelle beaucoup de Juifs attachent beaucoup d’importance plus qu’à n’importe quelle autre prière, jusqu’à même faire rentrer les femmes dans la salle masculine, chose inacceptable au point de vue de la Halakha. Cette prière est très attendue, et selon les gens, la plus facile ou la plus difficile, étant donné qu’elle est la dernière du long jour de jeûne de Yom Kippour qui a commencé la veille au soir.